# Европско првенство у атлетици на отвореном 1934 — бацање диска за мушкарце
Такмичење у бацању диска у мушкој конкуренцији на 1. Европском првенству у атлетици 1934. у Торину одржано је 8. септембра на Стадиону Бенито Мусолини.

## Земље учеснице
Учествовало је 18 такмичара из 13 земаља.
1. Аустрија (1)
2. Бугарска (1)
3. Грчка (1)
4. Естонија (1)
5. Италија (2)
6. Летонија (2)
7. Мађарска (2)
8. Пољска (1)
9. Румунија (1)
10. Финска (1)
11. Француска (2)
12. Холандија (1)
13. Шведска (2)

## Освајачи медаља
|                         |                      |                         |
| Харалд Андерсон Шведска | Пол Винтер Француска | Иштван Доноган Мађарска |

## Резултати
У квалификацијама пласман у финале обезбедило је 11 такмичара. 

### Финале
| Пласман | Такмичарка      | Земља     | Резултат | Белешке |
| ------- | --------------- | --------- | -------- | ------- |
|         | Харалд Андерсон | Шведска   | 50,38    | РЕП     |
|         | Пол Винтер      | Француска | 47,09    |         |
|         | Иштван Доноган  | Мађарска  | 45,91    |         |
| 4       | Јожеф Ремец     | Мађарска  | 45,54    |         |
| 5       | Арнолд Видинг   | Естонија  | 45,51    |         |
| 6       | Ђорђо Обервегер | Италија   | 45,38    |         |
| 7       | Жил Ноел        | Француска | 45,02    |         |
| 8       | Емил Јанауш     | Аустрија  | 45,01    |         |
| 9       | Антон Карлсон   | Шведска   | 43,89    |         |
| 10      | Калеви Коткас   | Финска    | 42,50    |         |
| 11      | Николао Силас   | Грчка     | 41,53    |         |

Остали учесници испали у квалификацијама. Резултати квалификација нису познати.
| Пласман | Такмичарка       | Земља     | Резултат | Белешке |
| ------- | ---------------- | --------- | -------- | ------- |
|         | Зигмунт Хељаш    | Пољска    | 42,50    |         |
|         | Камен Ганчев     | Бугарска  | 40,28    |         |
|         | Бенвенуто Мањани | Италија   |          |         |
|         | Петре Халавет    | Румунија  |          |         |
|         | Ада де Брејн     | Холандија |          |         |
|         | Јанис Димза      | Летонија  |          |         |
|         | Вилис Розенберг  | Летонија  |          |         |